# Richard Crooks
Richard Crooks   (Trenton, 26 de juny de 1900 - Portola Valley, 29 de setembre de 1972) va ser un tenor nord-americà i un cantant líder a la Metropolitan Opera de Nova York.

## Biografia
Va néixer com el segon fill d'Alexander i Elizabeth Crooks el 26 de juny de 1900 a Trenton, Nova Jersey. Després de diversos cicles de concerts com un especialista en oratoris i el cant considerant que incloïa l'estrena nord-americana de Mahler de Das Lied von der Erde, (Els Cants de la Terra), va viatjar a Alemanya, on va fer la seva òpera, debut a Hamburg com Cavaradossi de la Tosca de Puccini el 1927. Després de la seva gira per altres ciutats europees com Berlín, Crooks va tornar als Estats Units i va fer el seu debut als Estats Units el 1930 a Filadèlfia. Es va convertir en una estrella del Metropolitan Opera House, especialitzat en òperes franceses i italianes. Va participar en la gala de comiat el 29 de març de 1936 per a la soprano espanyola Lucrezia Bori, que es va emetre en l'àmbit nacional i es va conservar en discos de transcripció.
De 1928 a 1945, Crooks va ser l'amfitrió de les emissions de ràdio "The Voice of Firestone", en les quals va cantar àries operístiques, cançons patriòtiques, cançons folklòriques i èxits populars com "People Will Say We're in Love" de Rodgers i Hammerstein's Oklahoma!, també va aparèixer en emissions de ràdio amb Bing Crosby, que va romandre un amic fins a la mort de Crooks.
Els problemes de salut van obligar a Crooks a retirar-se a principis de 1945. No obstant això, va continuar cantant a la seva església i en altres llocs. Algunes de les seves representacions van ser gravades. Es va casar amb el seu amor i va passar els seus últims anys a Portola Valley, Califòrnia. Una habitació sencera a la seva casa estava dedicada a fotografies emmarcades, autografades de cantants, directors i presidents nord-americans que havia conegut. En converses, sovint va elogiar a dos dels grans tenors que havia escoltat en persona: Enrico Caruso i Jussi Björling.

## Enregistraments
A part d'un disc inèdit per a Columbia, Crooks va gravar principalment per a Victor Talking Machine Company i, més tard, per RCA Victor. Les seves primeres gravacions daten de mitjan dècada de 1920 i es van dedicar principalment a gravacions d'opereta, especialment mix de la companyia "Victor Light Opera". Entre aquests primers enregistraments elèctrics hi va haver un compost de "The Student Prince" de S. Romberg, en què Crooks i Lambert Murphy van alternar a la "Serenade". La majoria dels primers enregistraments Victor de Crooks van aparèixer a la música popular de la música negra. Crooks també va fer algunes gravacions per a la filial alemanya de Victor, Electrola, a finals dels anys vint.
A finals de la dècada de 1920, quan es van publicar els enregistraments operístics de Crooks, va ser promogut a la prestigiosa etiqueta Red Seal. Els Crooks sovint van dir que el seu favorit personal era un enregistrament de dues àries de Richard Wagner de 1928: "In fernem Land" de Lohengrin i "Prize Song" de Die Meistersinger von Nürnberg. Crooks va enregistrar una versió completa de Schubert, Die schöne Müllerin (La bella molinera) en c.1934 (un dels primers intents de fer-ho) amb el seu mestre Frank La Forge al piano, dels quals només els números 1-3, 7-8 i 13 es van emetre 19 de les 20 cançons, i això no va ser fins al 1941: l'enregistrament complet amb els títols que faltaven va ser publicat en CD el 1997. Crooks també va gaudir de fer un àlbum de cançons de Stephen Foster, que va utilitzar arranjaments autèntics per recuperar una època desapareguda de la música americana. A principis de 1942, va publicar un enregistrament del "Panis angelicus" de César Franck en el llatí original; la gravació s'ha inclòs en Nimbus Records' Prima Voce compilació de Nadal; L'Esperit del Nadal Passat. Entre els seus últims enregistraments comercials, realitzats el gener de 1945, hi havia una cançó patriòtica anomenada The Americans Come, que realment havia gravat com a adolescent per a Columbia.
El Metropolitan Opera House, ha publicat actuacions gravades amb Crooks en LP i CD. Un dels seus més memorables emissions de ràdio va ser una actuació de 1940 Met Gounod's Faust amb Crookks en el paper principal; Helen Jepson va cantar Marguerite i Ezio Pinza va cantar Méphistophélès. Naxos Records va publicar la representació en CD, feta per Wilfrid Pelletier, tal com es va treure de les transcripcions mestres originals de la NBC.
Les seves últimes gravacions privades es van fer el 1967 i el 1968. Els enregistraments de Jesu, Joy of Man's Desiring de Bach i For you with love (E. R. Warren) es van realitzar en un casament al sud de Califòrnia el 8 d'abril de 1967. Les notes per al CD de Delos afirmava erròniament que eren els darrers enregistraments de Richard Crooks. En realitat, el 15 de novembre de 1968, Crooks va cantar en una actuació amb el cor presbiterià "United Port Valley" a les Sequoias de Redwood City. En la gravació, canta "Panis angelicus" (en anglès) i "Seek Ye The Lord".
Al llarg de la seva època, RCA Victor va emetre diversos àlbums destacant diverses de les àries operístiques de Crooks i les cançons dels anys vint i trenta. L'any 1969, RCA va tornar a publicar un enregistrament de J. Stainer, The Crucifixion, publicat originalment per RCA Victor el 1929, que va presentar Crooks, Lawrence Tibbett, el Trinity Choir i Mark Andrews a l'orgue. Delos ha publicat un conjunt de dos discos gravats per Crooks, produïts en col·laboració amb el "Stanford Archives of Recorded Sound", que inclou algunes actuacions que mai van ser publicades comercialment. També van incloure les gravacions de 1967. Hi ha hagut CD addicionals publicats per ASV i Jewel, que mostren la gran diversitat dels enregistraments de Crooks, incloses les seleccions d'operetes i cançons populars.

## Mort
Va ser diagnosticat amb càncer a mitjans dels anys seixanta i va lluitar contra la malaltia fins a la seva mort. Va morir el 29 de setembre de 1972 a Portola Valley, Califòrnia, a l'edat de setanta-dos anys.

## Llegat
Per la seva tasca en gravació, Crooks va rebre una estrella al Passeig de la Fama de Hollywood; El "Los Angeles Times", que ha documentat i fotografiat totes les estrelles del Walk com a part del seu projecte en curs de "Hollywood Star Walk", no ha pogut trobar l'estrelal de Crooks (o el de la carrera cinematogràfica de Geraldine Farrar). Es desconeix si l'estrella de Crooks s'ha eliminat, o mai no s'arriba instal·lat en el primer lloc, o si l'equip de Times no donava la mateixa vista.